# Garda Financiară
La Garda financiară (in italiano: Guardia di Finanza) è stata l'agenzia di controllo, subordinata all'Agenzia nazionale di amministrazione fiscale (ANAF) della Romania, con il compito dell'applicazione della normativa fiscale, la prevenzione e la ricerca dell'evasione fiscale.
La Garda financiară era responsabile nella finanza, economia, costumi, per prevenire e punire secondo la legge, gli atti di evasione, frode fiscale. L'istituto era gestito da un pubblico ufficiale ricoprendo la carica di Commissario Generale, nominato dal Ministro delle Finanze.
Riesce a trovare atti e fatti che hanno avuto l'effetto di evasione e frode fiscale, impostando le implicazioni fiscali della stessa e che, in base al codice di procedura fiscale, l'adozione di misure precauzionali e imponente sequestro, ogni volta che c'è il pericolo che il debitore per sottrarsi dall'accusa, possa nasconde e sperperare la ricchezza. Inoltre, i Commissari della Garda financiară possono, nell'esercizio del controllo operativo e di monitoraggio e controlli necessari per prevenire, individuare o combattere contro l'evasione fiscale senza preavviso.
Da gennaio 2010, la Garda financiară ha acquisito nuove competenze, soprattutto per terminare il controllo di documenti per l'impostazione delle circostanze fiscali e trovare reali reati ai sensi del diritto penale nel settore finanziario-fiscale.

## Struttura
Sono presenti nel corpo 2 strutture di comando:
- Commissario Generale;
- Contee e Sezioni del Dipartimento di Bucarest.

La Garda financiară alla fine del 2009 ha registrato un contributo di oltre 2.240 milioni di lei (oltre 530 milioni di Euro) per il bilancio dello Stato, il denaro proveniente dal recupero degli arretrati riferiti dagli operatori sulle obbligazioni in circolazione in termini di legge.

## Dissoluzione
Con legge OUG nr. 74/2013, l'ente Garda Financiară è stato fatto confluire nella „Direcția Generală Antifraudă Fiscală” (DGAF).